# Chant (cráter)

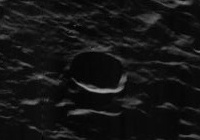
Imagen oblicua Lunar Orbiter 5, lado oeste

Chant es un cráter de impacto que se encuentra en la cara oculta de la Luna, detrás de la extremidad suroeste como se ve desde la Tierra. Se encuentra ubicado en la parte suroeste del manto de material expulsado que rodea el Mare Orientale, más allá del anillo de los Montes Cordillera. Al oeste-noroeste aparece la gran llanura amurallada del cráter Blackett. Al sur se halla el cráter Mendel.
|  |

Se trata de un cráter casi circular con una ligera curva hacia afuera en la pared noreste. El borde externo es afilado, y los lados interiores presentan una pendiente continua, con sólo algunas terrazas menores a lo largo del lado este. El suelo interior es algo irregular, sobre todo en la mitad sur. Presenta un pequeño pico central en el punto medio de la planta.
Este cráter se encuentra al noroeste de la Cuenca Mendel-Rydberg, una amplia depresión de impacto de 630 km de extensión perteneciente al Período Nectárico.
El nombre Chant fue adoptado oficialmente por la Unión Astronómica Internacional en 1970.